# (225277) Stino
(225277) Stino  es un asteroide descubierto por Lutz Dieter Schmadel utilizando placas fotográficas tomadas desde el Observatorio Palomar, en Estados Unidos.

## Designación y nombre
Fue designado inicialmente como 1960 SN y más adelante fue nombrado Stino.

## Características orbitales
Stino orbita a una distancia media del Sol de 2,8606 ua, pudiendo acercarse hasta 2,6687 ua y alejarse hasta 3,0526 ua. Tiene una excentricidad de 0,0671 y una inclinación orbital de 5,6747° grados: emplea en completar una órbita alrededor del Sol 1767 días.

## Características físicas
Su magnitud absoluta es 16,0.